# スロウ・タウンFC
スロウ・タウン・フットボール・クラブ（Slough Town Football Club）は、バークシャー州スラウに本拠を置くサッカークラブである。2022-2023シーズンはナショナルリーグ・サウス（6部相当）に所属。ホームスタジアムはアーバー・パーク。

## 歴史
1889年に設立された。